# Chevrolet Silverado
La Chevrolet Silverado es una camioneta de tamaño completo usualmente de 6 pasajeros, fabricada por la división Chevrolet de General Motors en Estados Unidos, Canadá, México y Venezuela.
La Chevrolet Silverado es la segunda camioneta de trabajo ligero de mayor venta, por detrás de los vehículos de Ford F-Series. La Silverado y su camión hermana, la GMC Sierra, con la que cuenta mucha similitud en aspecto físico, pero en GMC se ofrece una selección un poco más amplia de paquetes de opciones, es decir: cuenta con mayor lujo.
La Silverado es conocida por su entrada en el campo híbrido, y por sus líneas limpias y un estilo sencillo, pero siempre teniendo su durabilidad en motor y eficacia en el trabajo.

## Historia
La Silverado debutó en 1998 en algunos países, aunque en México ya existía el modelo de 1995, 1996 y 1997; para el año modelo 1999, en sustitución de los camiones venerables serie C /K. La adhesión a autos deportivos pedigrí estilo de Chevrolet en algunos modelos, la Silverado viene con un paquete Sport "SS" Súper con adornos especiales y opciones de motor en EE. UU, y en México existen 400SS y Boss Truck 60 anniversary.
Silverado sustituyó a la serie C/K, que había estado en existencia desde 1960 y fue muy popular entre los partidarios de Chevrolet.
Además de la SS paquetes, el Silverado se reconoce con su logo Chevrolet sencilla pero elegante "pajarita" en la parrilla delantera y credencialización lado identificar sus diferentes modelos.
El vehículo viene en una versión GMT800 estándar, el HD o modelos "Heavy Duty", cuatro por cuatro duros, extendidos de tres o taxis de cuatro puertas, y el híbrido. La denominación "silverado" era una designación usada solo para detallar el recorte de las camionetas Chevrolet C/K y Suburban de 1975 a 1999. En las camionetas de trabajo de GMC Company,[1] esta denominación era para aquellas con mayor equipamiento respecto a la versión "C/K". A principios del año 1990 todas las camionetas Chevrolet de trabajo pesado se llamaban Silverado, excepto las "Cheyennes" y las "Sierra".
Las competidoras directas fueron la serie "F" de Ford (especialmente el tipo XLT o Lariat), y la "Ram" de Dodge, actualmente se suman modelos de fabricantes asiáticos como Toyota Tundra, Nissan y otras marcas que están en el mercado del automóvil.
Hoy en día esta en lanzamiento la nueva Chevrolet Silverado 2017, una camioneta diseñada para desarrollar todas las tareas del día, sin importar el fuerte trabajo. Chevrolet ha creado una camioneta más eficiente y tecnológica de las camionetas del mundo para el trabajo.

En el año 2019, el Silverado fabricado en México se convirtió en el segundo vehículo más fabricado del país durante ese año con 205,221 unidades doble cabina.

## 1500- 2500 - 3500
Una gran cantidad de opciones se ofrecen, las siglas "1500", "2500" y "3500"[1] corresponden a la capacidad de carga neta, siendo Tonelada y media, 2 Toneladas 3/4 y 3 3/4 toneladas respectivamente. En cuanto a motorizaciones, el 4.3 L Vortec V6 viene equipando como serie a las 1500 y 2500, opciones en V8 se ofrecen en todas las versiones, tanto gasolina como diésel. Una característica en estos vehículos de trabajo norteamericanos, es la gran cantidad de HP que generan sus motores, al antes mencionado V6, se suman V8 con alto cubicaje y gran torque, para las versiones 2500 y 3500 a gasolina estos van de los 4.8 L, 5.3 L, 5.7 L, 6.0 L, 6.1 L, hasta los 8.1 L.
En diésel, están los impresionantes 6.5 L, 6.6 L ambos turbo, superando en la actualidad los 300HP y con un torque de más de 400lb-ft.
Todo es a la medida del comprador, al modelo básico de dos puertas se le puede "incorporar" más espacio interior con la "extended cab", "crew cab" son aquellas con cuatro puertas, "short box", caja corta, "standard box", caja normal, "long box", caja larga, "step side", caja angosta, la versión 3500 se caracteriza por su doble par de ruedas traseras con guardafangos sobresalidos.[2]
Hay quienes usan su camioneta solo para trabajo, pero también hay los que gustan de la potencia de estos vehículos, su capacidad de carga y versatilidad, para ellos también hay opciones, tales como cajas de cambio automáticas, que en la actualidad llegan hasta 6 marchas, control de tracción, 4x4, control de velocidad crucero, ventanas eléctricas, aire acondicionado, radio con CD, DVD, tapizados en cuero.
La seguridad es un tema que no se deja de lado, los airbags son estándar, frenos ABS, carrocerías colapsables y otros detalles de confort.

## General Motors y el medio ambiente
General Motors hace años viene investigando formas de reducir los consumos y proteger el medio ambiente, una de sus primeras contribuciones fueron los motores "híbridos", que funcionan con cierto porcentaje de etanol, por otro lado, las últimas tecnologías hacen lo suyo, en los modelos 2007/08 se ofrece un sistema denominado "Active Fuel Management", este sistema consiste en usar todo el poder de los 8 cilindros cuando efectivamente se necesite, cuando la computadora detecta que no es útil tanta potencia, se desconectan cuatro cilindros, por lo que superando ciertas velocidades, sólo se usaría la mitad.

## Chevrolet Silverado 2024 (Cabina regular 4x2)
- Motor V8 5.3L
- Dynamic Fuel Management
- Torque: 383 libras-pie
- Potencia: 355 HP
- Transmisión automática de 8 velocidades
- Tracción 4x2
- Ventilas aeroactivas en parrilla
- Espacio para 3 pasajeros
- Capacidad de carga: 975 kg
- Capacidad de arrastre: 4,400 kg
- Caja de acero reforzado con tecnología Durabed y 12 arillos fijos
- Escalón auxiliar para facilitar acceso a caja de carga
- Espejos exteriores con ajuste eléctrico
- Aire acondicionado eléctrico
- Rines de acero de 17”
- Cámara de reversa
- Sistema de diagnóstico de frenos
- 6 bolsas de aire: 2 frontales, 2 laterales y 2 de cortina
- Sistema de Infoentretenimiento Chevrolet con pantalla táctil a color de 7”
- Spray-On Bedliner
- Sistema de control de estabilidad StabiliTrak
- Frenos de disco con sistema ABS en las 4 ruedas
- OnStar® 4G LTE con hotspot Wi-Fi para hasta 7 dispositivos
- Esta camioneta la cual es la más sencilla de las 2024 ronda los 910,000 pesos mexicanos

### Galería de imágenes

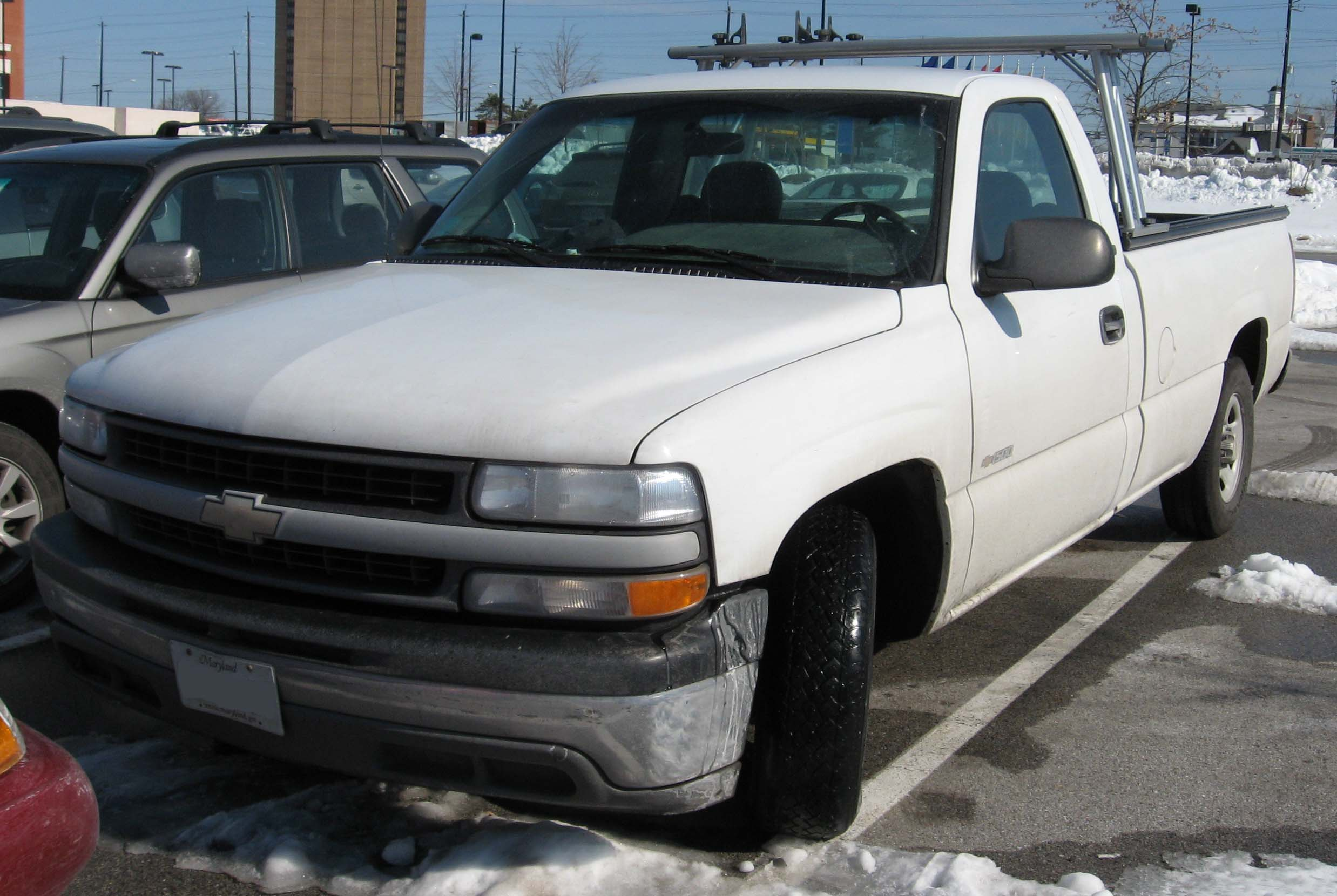
Chevrolet Silverado modelo 1999 - 2000
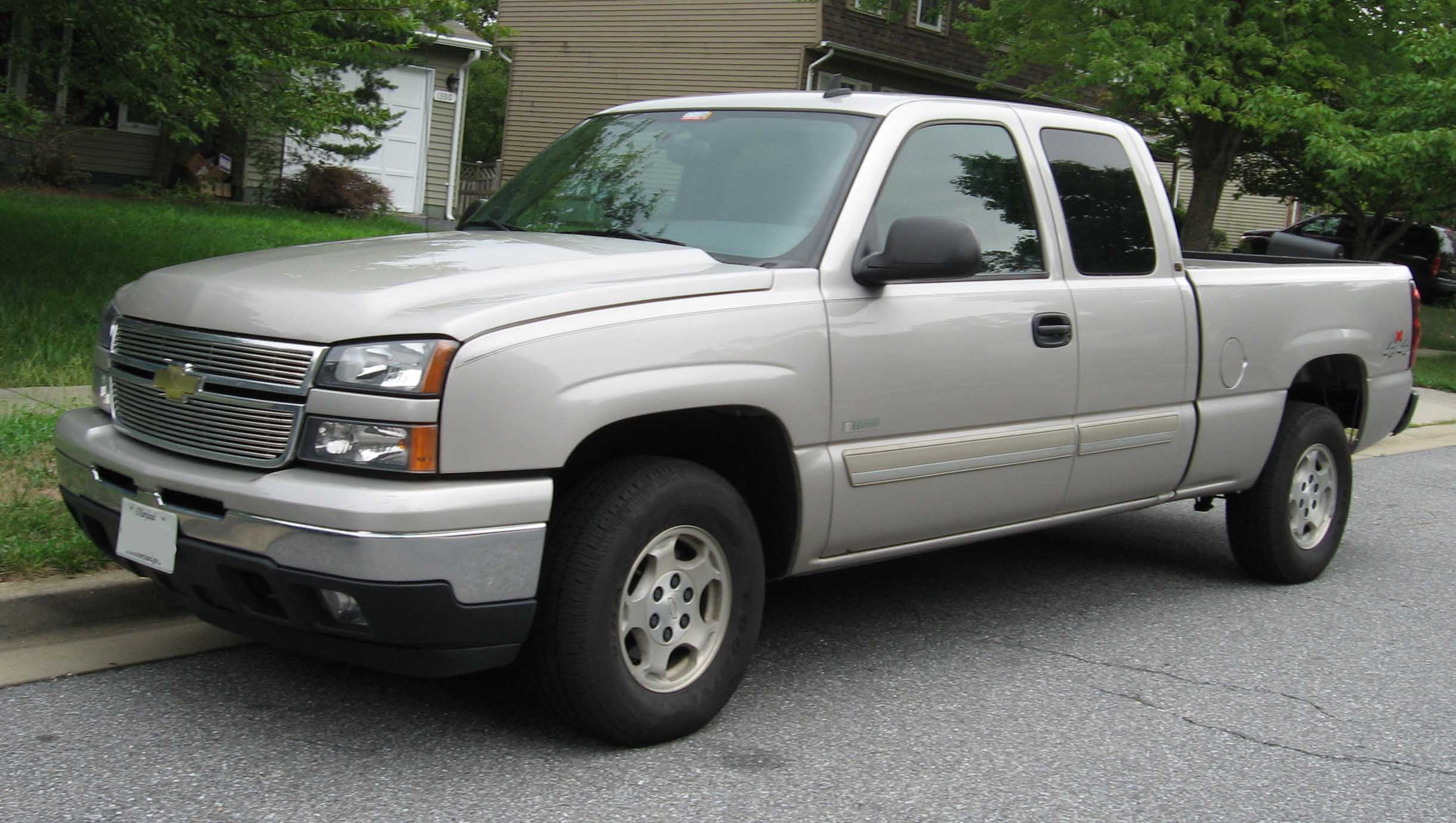
Chevrolet Silverado - Hybrid 2004
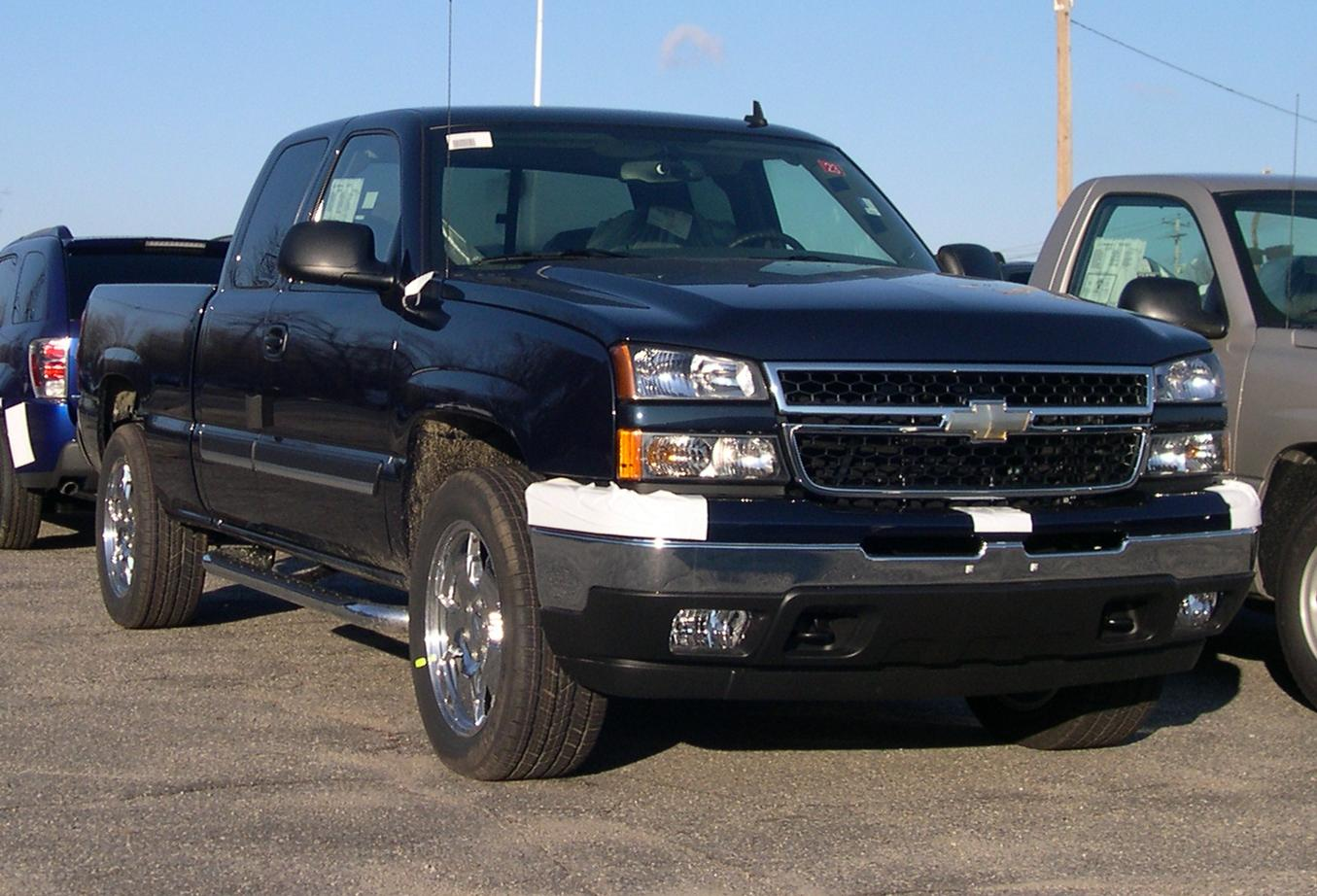
Chevrolet Silverado modelo 2006
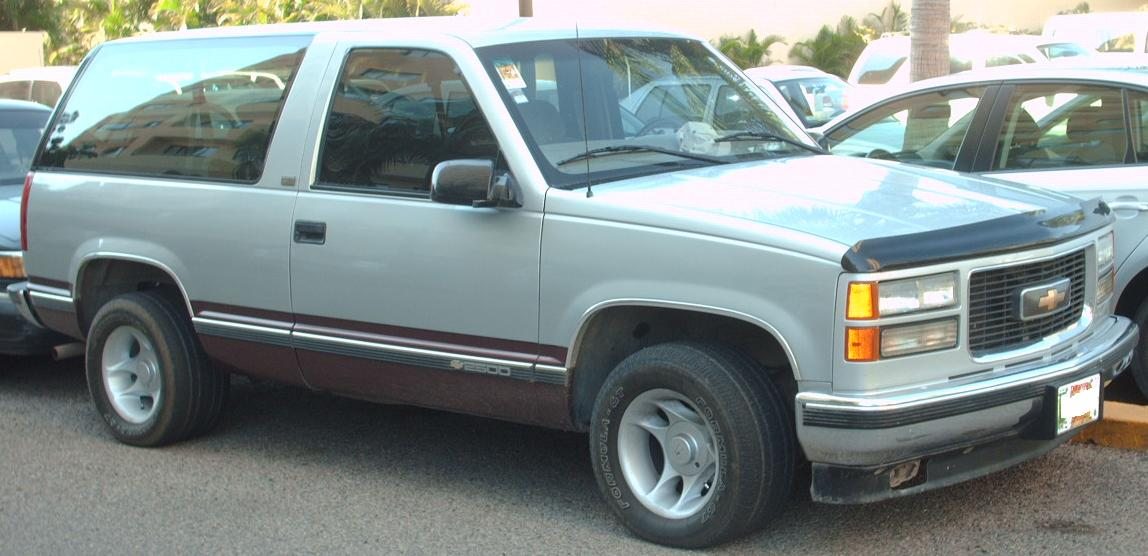
Chevrolet Silverado modelo 1998
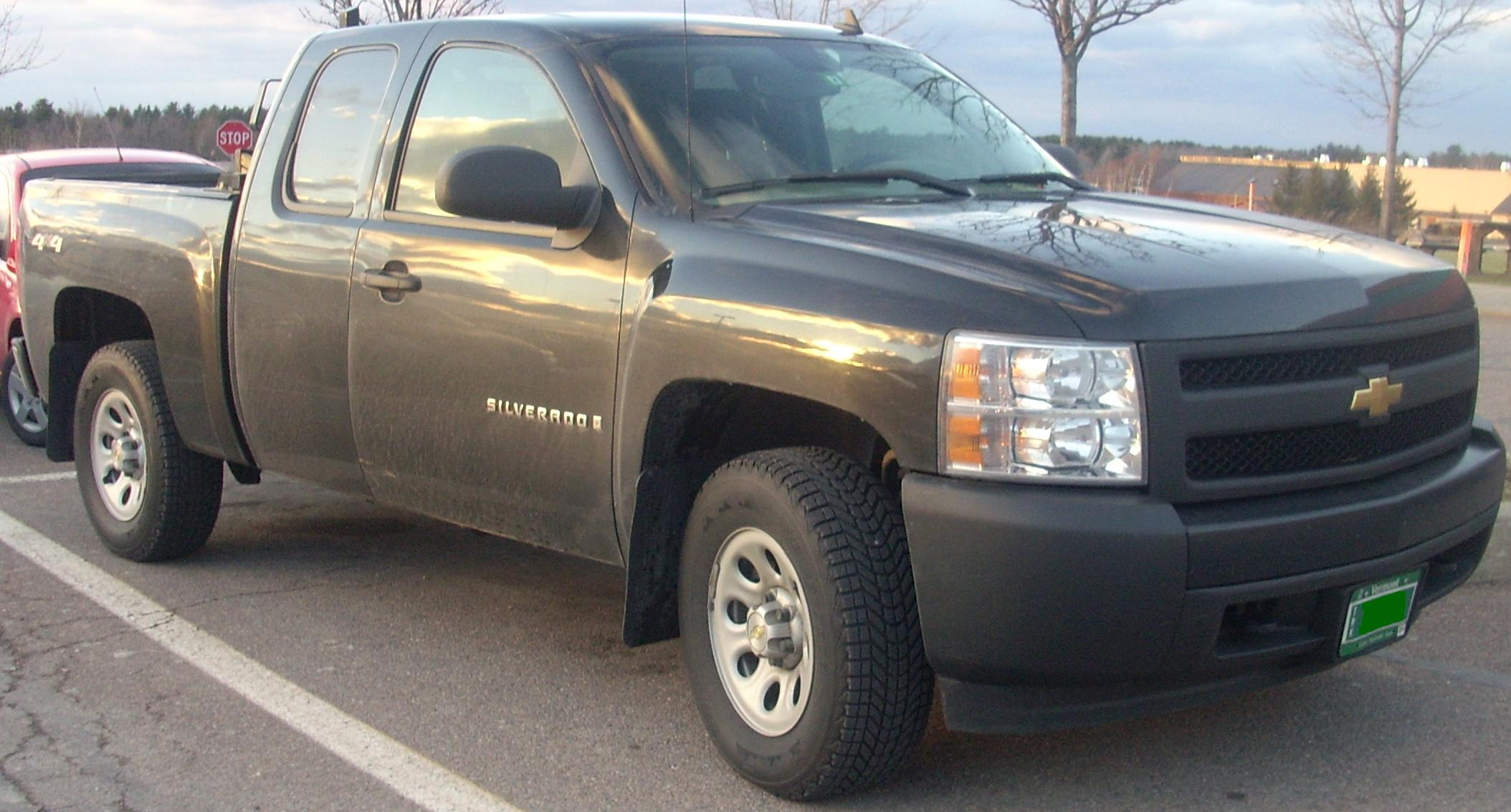
Chevrolet Silverado Extended
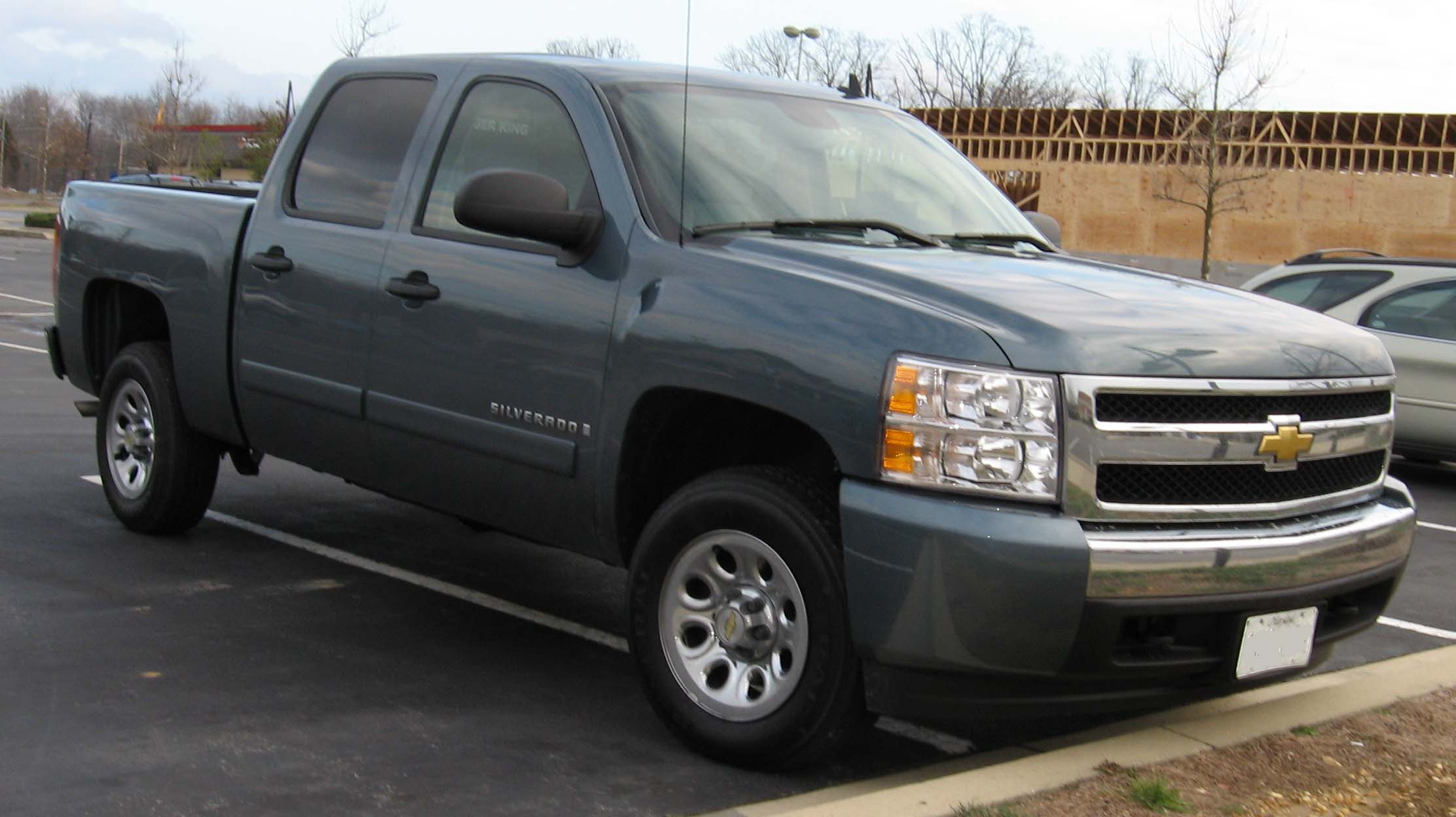
Chevrolet Silverado modelo 2007
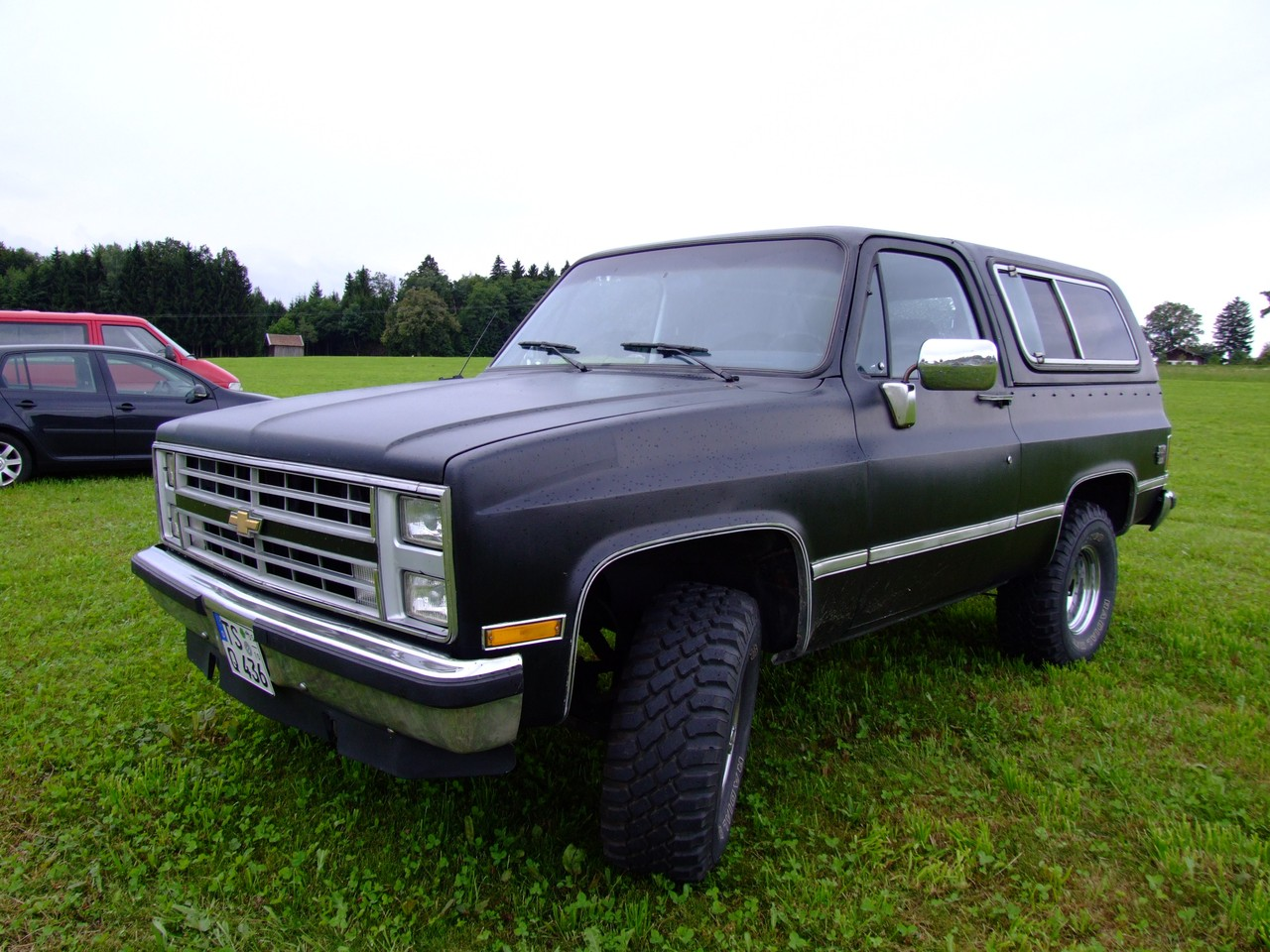
Chevrolet Silverado
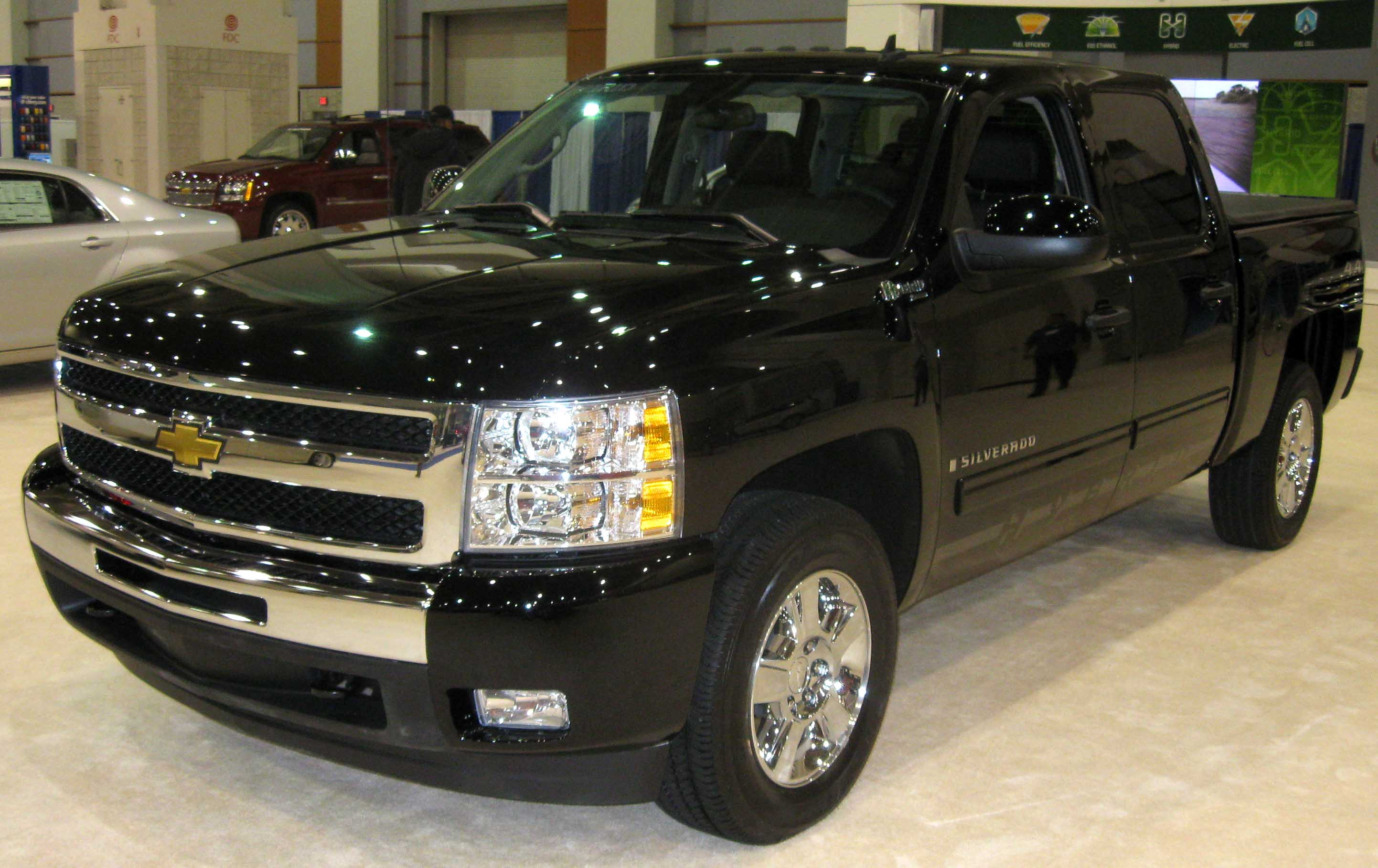
Chevrolet Silverado Hybrid
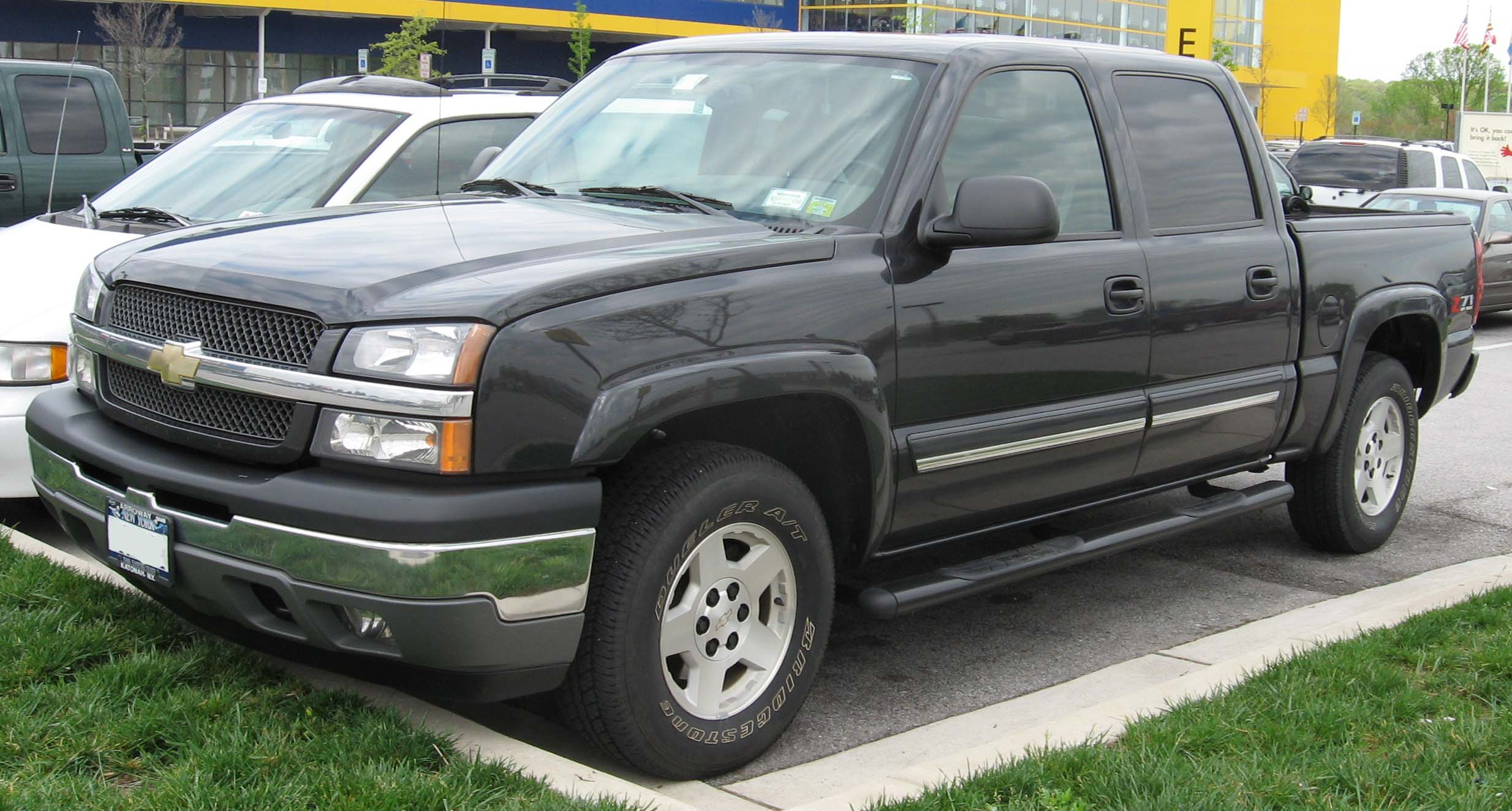
Chevrolet Silverado modelo 2004-2006
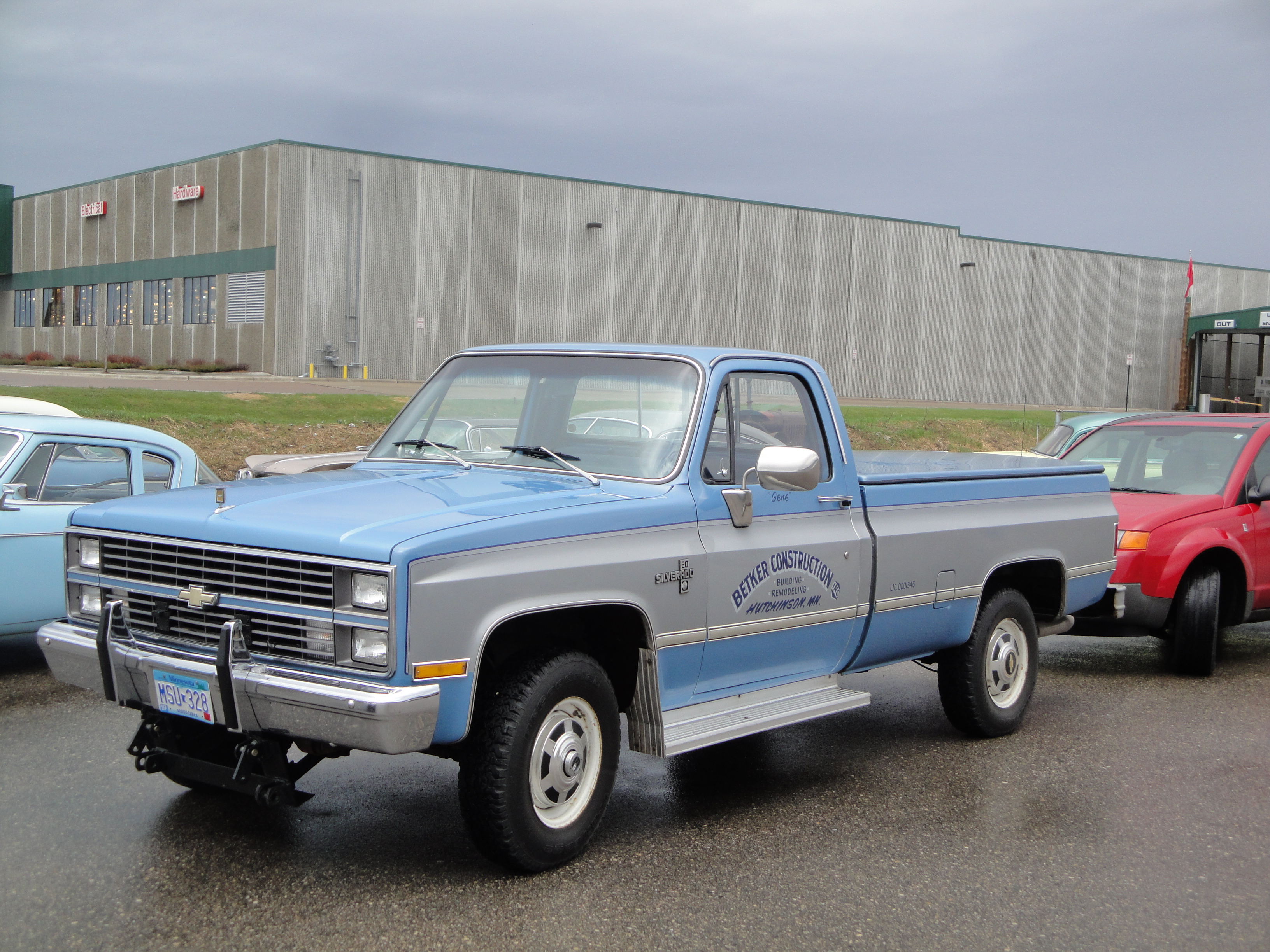
Chevrolet Silverado modelo 1978
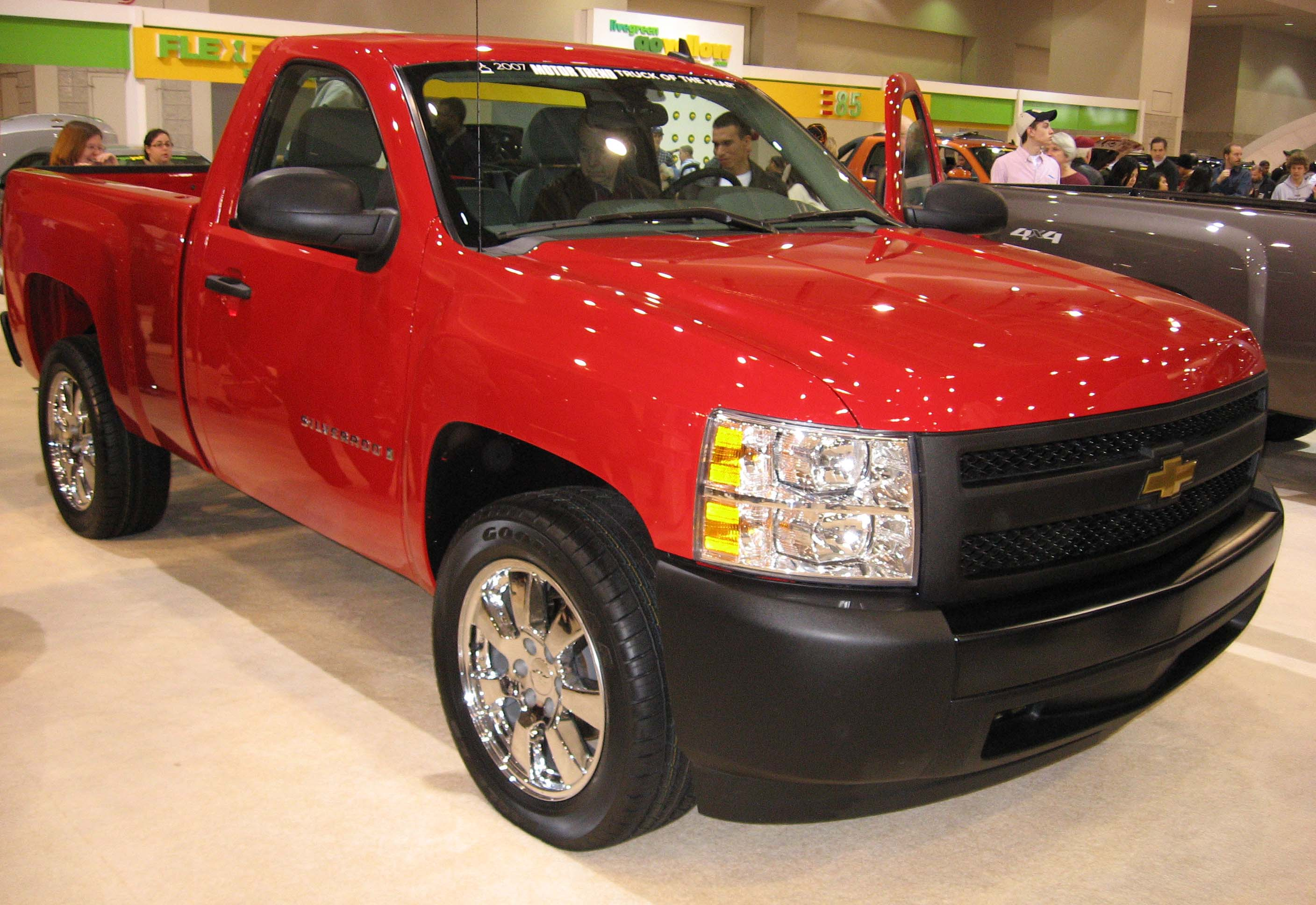
Chevrolet Silverado base 2007
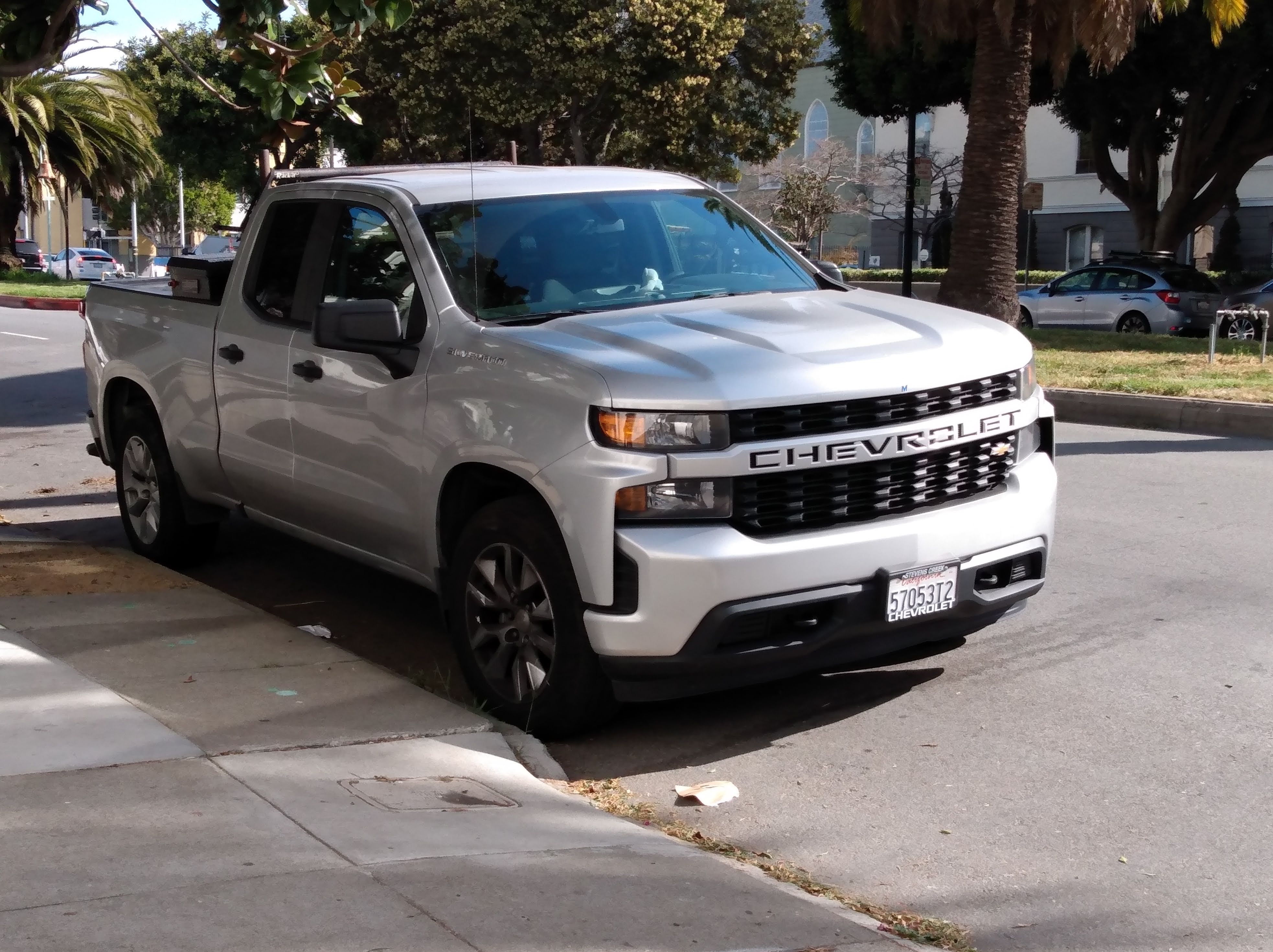
Chevrolet Silverado 2021